# Georadar

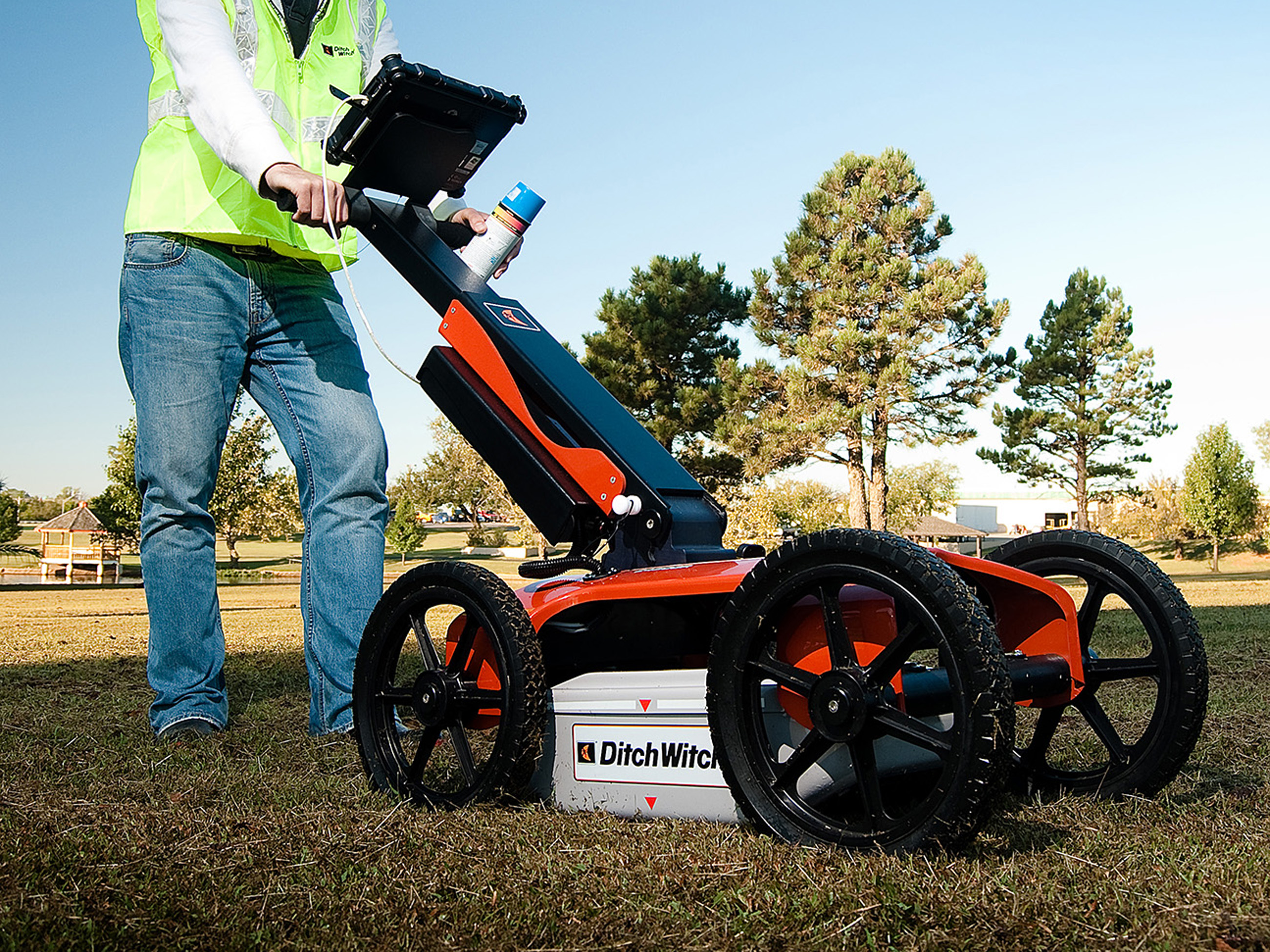
Georadarutrustning

Georadar (engelska: GPR eller Ground Probing Radar), även benämnt markradar, används när man till exempel ska bygga ett hus och behöver se hur marken ser ut under markytan. En georadar kan också användas inom arkeologin där man söker efter gamla föremål, till exempel lämningar efter byggnader eller gravar. En georadar kan liknas vid ett ekolod, med skillnad att ekolod används under vattenytan och en georadar används ovan mark samt att ekolod använder ljudvågor medan georadar använder radiovågor.

## Historia
Det första patentet skickades in år 1904 av Christian Hulsmeyer; detta patent behöll rättigheterna för radarteknik. Sex år senare (1910) tog Gotthelf Lembach och Heinrich Löwy patent på en radar som sökte efter föremål som låg i jorden. Denna teknik använde antenner som hölls precis över marken som skickade iväg mikrovågor och när antennerna fick tillbaka ett eko av mikrovågorna kunde apparaten kartlägga en relativt tydlig bild av huruvida föremålen låg under jorden och hur de låg. År 1926 skickades det in ett patent från Dr. Hulsenbäck. Detta patent förbättrade djupet och upplösningen på bilden. Den första viktiga upptäckten som gjordes med en georadar var när W. Stern för första gången mätte djupet på en glaciär. 
Upptäckten gjorde dock inte att georadarn blev mer använd. Detta ändrades dock efter andra världskriget. Då kom man på att man kunde använda tekniken för att upptäcka underjordiska gångar i till exempel demilitariserade zoner som gränsen mellan Syd- och Nordkorea. Forskningen satte fart inom detta område och en georadar hade nu ett mycket bättre djupseende och upplösning. Nu skickades det också in fler patent angående georadar. Bygg- och gruvindustrin intresserade sig snabbt för denna teknologi och den första kommersiella och relativt billiga georadarn kom på 1980- talet.

## Användning
En georadar kan användas vid flera olika tillfällen till exempel när man ska undersöka marken eller letar efter gamla fornlämningar.

### Arkeologin
Ett bra exempel när man inom arkeologin använder georadar är på Birka. Den gamla vikingatida ön som anses vara den första staden i svensk i historia var bebodd av ca 1000 personer. Alla dessa personer bodde i små trähus, dessa trähus förmultnade i samband med att Birka blev övergivet. Då kan man nu med hjälp av en georadar först veta hur husen låg och veta exakt var man ska gräva för att hitta fynd.

### Konstruktion eller vägförvaltning
Georadarn är inte bara användbar inom arkeologin den är också användbar när man till exempel ska se tjockleken på en asfalterad väg eller när man ska leta efter ledningar i marken. Att se tjockleken på ett istäcke och vad som finns under istäcket är också något som georadarn kan hjälpa till med.